# Libněves

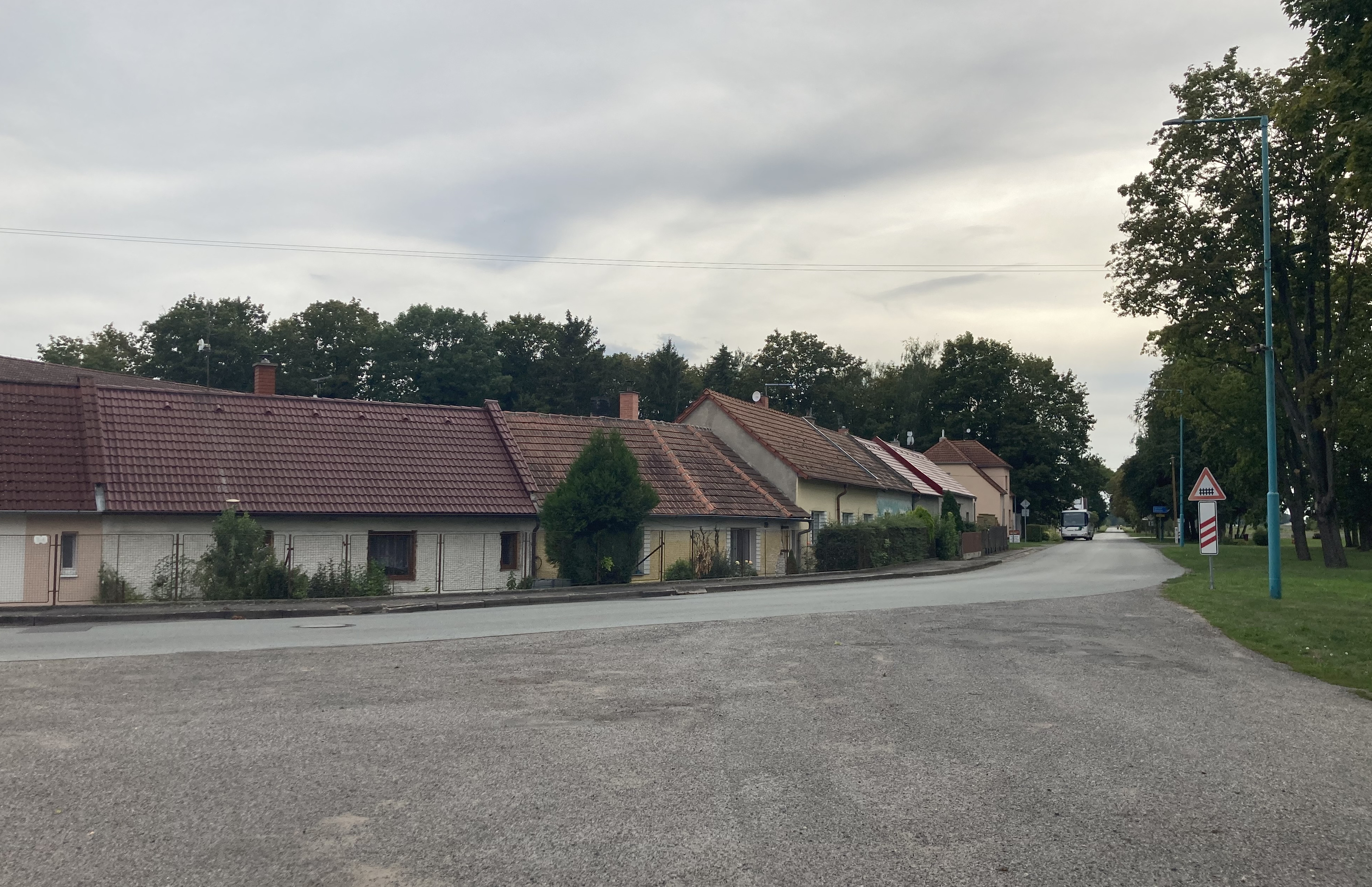
Libněves (2024)

Libněves (deutsch Libniowes) ist eine Ortschaft der Gemeinde Dobšice in Tschechien. Sie liegt zehn Kilometer östlich von Poděbrady und gehört zum Okres Nymburk.

## Geographie
Libněves befindet sich rechtsseitig der Cidlina an der Einmündung des Milešovický potok und des Überlaufgrabens des Žehuňský rybník auf der Ostböhmischen Tafel. Nordwestlich erhebt sich der Oškobrh (Wolfsberg, 285 m). Im Südwesten nimmt der Sánský kanál seinen Anfang.  Östlich liegt der Teich Žehuňský rybník. Durch den Ort verläuft die Bahnstrecke Velký Osek–Trutnov, die Bahnstation trägt den Namen „Dobšice nad Cidlinou“.
Nachbarorte sind Hradčany im Norden, Báň und Stará Báň im Nordosten, Choťovice im Osten, Žehuň im Südosten, Dobšice im Süden, Sány im Südwesten, Opolánky, Badra und Oškobrh im Westen sowie Kolaje im Nordwesten.

## Geschichte
Die erste schriftliche Erwähnung des Hofes Libněves erfolgte 1316 in einer Urkunde der Äbtissin Sophia des Klosters des hl. Georg auf der Prager Burg. 1331 wurde der Besitz durch Bischof Johann IV. von Dražice bestätigt. Im 16. Jahrhundert gehörte der Hof zu den Gütern in Žiželice und wurde mit diesen an die Herrschaft Chlumetz angeschlossen.
In den 1830er Jahren pachtete der Prager Grossist Heinrich Eduard Herz den Hof Libněves und begann mit dem Anbau von Zuckerrüben. Herz ließ in Libněves eine  Sirupküche errichten und pachtete von den Herrschaften Chlumetz, Podiebrad und Dymokur weitere Höfe. Die Sirupfässer wurden dann in die Zuckerraffinerien nach Karlov und Zbraslav bei Prag transportiert, wo die Weiterverarbeitung erfolgte. Zwischen 1835 und 1836 entstand die Zuckerfabrik Libněves, die 1845 noch um eine Hutzuckerpresse erweitert wurde. Um die Zuckerfabrik und Bahnstation entstand eine Siedlung für die Arbeiter.
Nach der Aufhebung der Patrimonialherrschaften bildete Libněves ab 1850 einen Ortsteil der Gemeinde Dobčice im Bezirk Poděbrady. Im Jahre 1860 wurde Libněves mit der Vollendung der Eisenbahn von Velký Osek nach Hradec Králové an das Bahnnetz angeschlossen. 1877 erfolgte eine Modernisierung der Zuckerfabrik. 1888 erwarb der Wiener Bankier Louis von Herber die H. E. Herz KG einschließlich der Höfe Libněves, Báň, Korec, Levín und Hradišťko. 1894 brannte die Fabrik vor Beginn der Rübenkampagne ab. Im Jahre darauf nahm sie modernisiert wieder den Betrieb auf. Als Direktor der Fabrik agierte Karl Pohl, und als dessen Nachfolger sein Sohn Leopold. 1921 wurde das Gut Libněves parzelliert. 1923 begann der Bau einer schmalspurigen Rübenbahn, die von der Zuckerfabrik über den Damm des Žehuňský rybník, Žehuň, Choťovice, Korce und Končice nach Radovesnice führte.
Zum Ende der 1920er Jahre verarbeitete die Fabrik im 24-Stunden-Betrieb täglich 8000 Doppelzentner Rüben. Während der Weltwirtschaftskrise ging das Unternehmen in Konkurs. Die Zuckerfabrik wurde 1933 abgerissen. 1959 erfolgte der Abbau der Schmalspurbahnstrecke nach Radovesnice. Zum 1. Jänner 1961 kam Libněves zum Okres Nymburk. 1988 entstand eine neue Brücke über die Cidlina.